# Informativos Telecinco
Informativos Telecinco es el espacio de noticias de la cadena de televisión española Telecinco. Los informativos están producidos por Atlas News, compañía del mismo grupo.
Tras la integración de Cuatro en Mediaset España y la entrada del grupo en el accionariado de Digital+ en diciembre de 2009, en abril de 2011 se produjo una fusión de medios técnicos y humanos entre Informativos Telecinco y Noticias Cuatro con sede en el Centro de Producción de Mediaset España en Fuencarral.

## Historia

### 1990-1993
Cuando a principios de 1990 las cadenas privadas comenzaron a emitir en España, la recién nacida Telecinco, a diferencia de Antena 3, decidió potenciar su carácter de televisión de entretenimiento y diversión en detrimento de su faceta informativa. De hecho, los informativos no comenzaron a emitirse hasta pasados casi dos meses desde sus emisiones.
En esa primera etapa, el entonces consejero delegado de la cadena, Valerio Lazarov, contrató como director de Informativos al que era el rostro más emblemático del Telediario de TVE, Luis Mariñas. Informativos Telecinco, que entonces se llamaba Entre hoy y mañana comenzó a emitirse el 3 de mayo de 1990 y contaba con una duración de apenas quince minutos a las doce de la noche con la pretensión, según palabras del propio Mariñas, director y presentador del espacio, de "no dar muchas noticias pero que las que se den se entiendan".
El programa en esa época contaba con dos únicos redactores: María José Sáez Carrasco y Manuel Almendra (ambos provenientes de TVE) además de con 
el análisis de distintos colaboradores según áreas de información: Miguel Ángel Aguilar (Nacional), Antonio Remiro (Internacional), Andrés Aberasturi, (Sociedad), Carmen Tomás (Economía) y Marisa Sánchez Vicario (Deportes).
A partir del 8 de septiembre de 1990, el espacio comenzó a emitirse también los fines de semana. A lo largo del año 1990 y 1991, el único informativo de la cadena se fue consolidando y llegó a superar en audiencia a la tercera edición del Telediario, que entonces presentaba Matías Prats y con mucha distancia a Antena 3 Noticias 3, dirigido y presentado por José María Carrascal.
El 6 de julio de 1992 se estrenó el informativo de sobremesa con el título Hoy, conducido por el propio Mariñas, con Julio Fernández en la edición nocturna —si bien estuvo entre 1990 y 1993 aproximadamente haciendo las funciones de presentador en Entre hoy y mañana como presentador suplente— y Felipe Mellizo los fines de semana. El día de su estreno el espacio alcanzó una audiencia de 1.580.000 telespectadores y una cuota de pantalla del 14,4%.

### 1993-1997

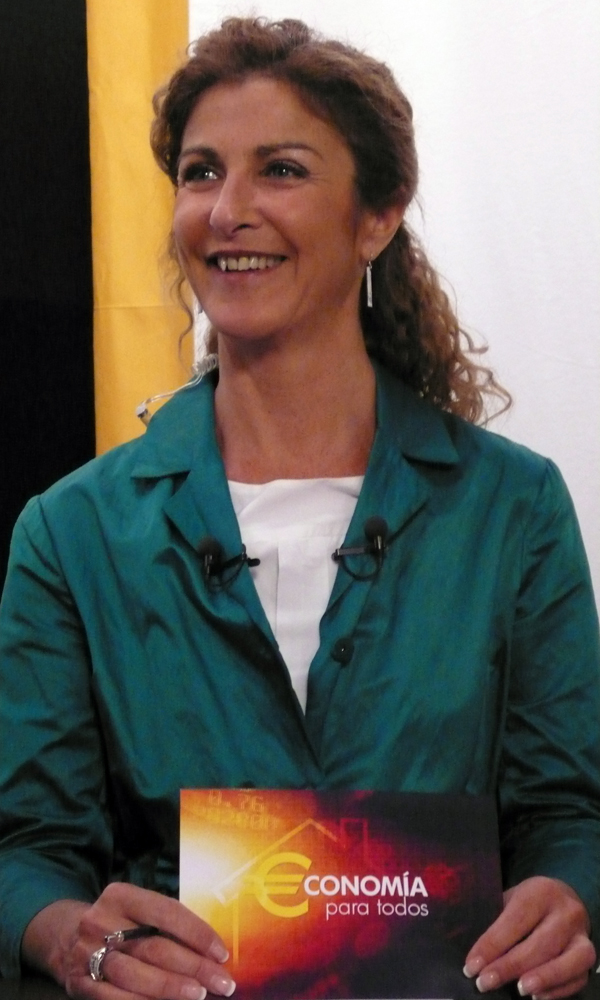
Carmen Tomás, presentadora de Las Noticias entre 1993 y 1996.

A partir de abril de 1993 se produjo una potenciación de los informativos de la cadena, prolongándose su duración y ampliando sus contenidos y pasa a denominarse Las Noticias.
En las siguientes temporadas se mantuvo la estructura del programa, aunque se producirían cambios menores en los presentadores. En noviembre de 1992, Miguel Ángel Aguilar sustituye a Felipe Mellizo en la edición del fin de semana; en julio de 1993, Fernando Ónega se incorpora como comentarista político; en septiembre de 1993, Mariñas pasa a presentar el informativo de las 20:30 horas y se incorporan como comentaristas Santiago Carrillo, Carmen Rico Godoy, Ana Botella y Ramón Sánchez-Ocaña, y Carmen Tomás pasa a presentar el informativo de mediodía.
En la temporada 1994-1995, Luis Mariñas se mantiene en el informativo de la tarde, Tomás en el de mediodía y Fernando Ónega se incorpora al nocturno, contando como colaboradores en un pequeño debate diario a los periodistas José Luis Martín Prieto y Federico Jiménez Losantos. Las ediciones de fin de semana son presentadas por José Ribagorda y María José Sáez Carrasco.
En la temporada 1995-1996, Carmen Tomás abandona el espacio. Fernando Ónega pasa a presentar el informativo de las 14:30, Mariñas el de las 20:30, y José Ribagorda y J. J. Santos el de madrugada.
Al inicio de la temporada 1996-1997, Carmen Tomás y Andrés Aberasturi pasan a presentar el informativo de fin de semana. Finalmente Marieta Frías pasa a editar y presentar los informativos del fin de semana. En el debate Cruz y Raya se enfrentan las posturas de Miguel Ángel Aguilar y Luis Herrero y a partir de enero Iñaki Gabilondo realiza una pequeña entrevista diaria.
A partir de enero de 1997, comienzan a producirse cambios importantes: Miguel Ángel Aguilar abandona la cadena, siendo sustituido por Carlos Carnicero; Fernando Ónega ficha por Antena 3 para ocuparse de Antena 3 Noticias 2 y José Ribagorda y J. J. Santos se van a TVE para repetir el formato de éxito en Telecinco, en el Telediario 3.
La salida de unos supuso la incorporación de otros: Juan Ramón Lucas y Montserrat Domínguez que copresentan el informativo de las 14:30, Luis Mariñas continúa a las 20:30 y Juan Pedro Valentín, desde marzo de 1997 se ocupa del informativo de madrugada. La edición y presentación del fin de semana es para Àngels Barceló, procedente de TV3.

### 1997-1998
Coincidiendo con el cambio de imagen de la cadena, los informativos se adaptaron al nuevo logo del canal estrenando infografía y decorados. Se adopta el nombre genérico de Informativos Telecinco para denominar a los informativos del canal, aunque se mantienen los nombres de Las Noticias y Entre hoy y mañana. Tras la marcha de buena parte de sus presentadores se incorporan nuevos rostros a la redacción de informativos del canal.
En septiembre, Luis Mariñas deja de aparecer en pantalla, provocando un nuevo baile de presentadores. Àngels Barceló asume en solitario la presentación del informativo de las 14:30, Juan Ramón Lucas pasa a las 20:30 y Juan Pedro Valentín continúa a medianoche mientras que Montserrat Domínguez se ocupa del fin de semana. Posteriormente Montserrat pasa a la medianoche y se incorpora Fermín Bocos al informativo del fin de semana. Asimismo se estrena La mirada crítica con Vicente Vallés y el informativo matinal que conducen Glòria Serra y Juan Antonio Villanueva.
Entre las novedades de la temporada 1997-1998 figuró la inclusión en la edición de Lucas, de la sección Fuego cruzado, un duelo dialéctico sobre temas de actualidad entre los periodistas Federico Jiménez Losantos y Carlos Carnicero.

### 1998-2001
El título genérico de Informativos Telecinco hace desaparecer los nombres individuales de cada edición. En septiembre de 1998, se estrena nuevo decorado con multipantallas para las ediciones de las 14:30 y 20:30 horas, así como en las del fin de semana. Los informativos matinales y de madrugada se realizan desde un set en la redacción de informativos. Durante esta etapa todos los presentadores continúan en sus respectivas ediciones. Julia Otero se hace cargo del semanal La semana que viene. Es una etapa de consolidación de prestigio y audiencias. En febrero de 1999, Vicente Vallés y Ángeles Blanco sustituyen a Fermín Bocos en la edición del fin de semana. En septiembre de 2000, Juan Pedro Valentín es nombrado director del área de Informativos. En febrero de 2001, Montserrat Domínguez asume la dirección y presentación de La mirada crítica y Sol Villanueva ocupa su lugar en la madrugada. En julio de 2001, Juan Ramón Lucas abandona la cadena para fichar por Antena 3.

### 2001-2006

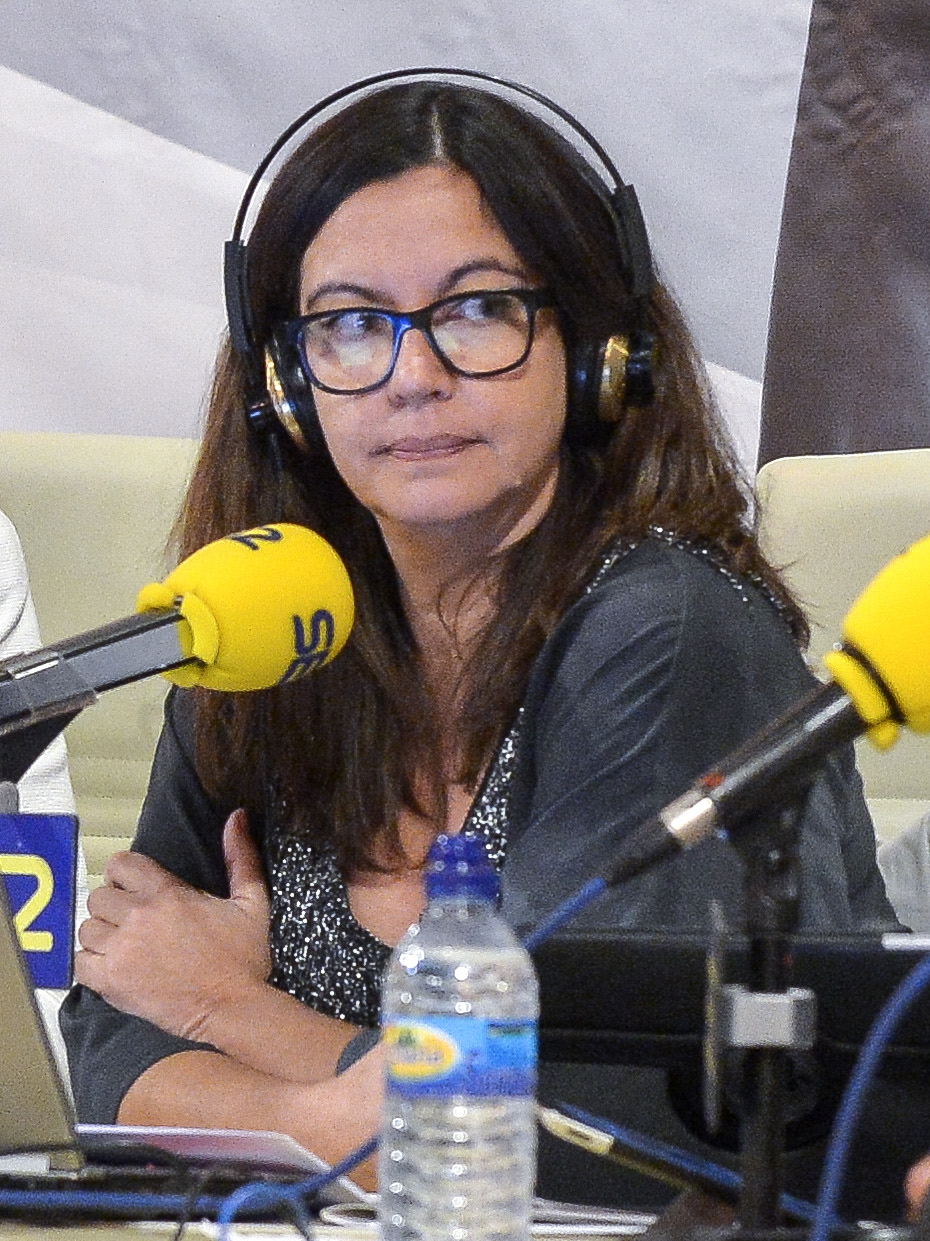
Àngels Barceló presentó Informativos Telecinco entre 1997 y 2005.

La cadena opta por tener a un presentador principal en sus ediciones diarias y un copresentador que explique alguna de las informaciones que se ofrecen. Hilario Pino, procedente de CNN+, se ocupa del informativo de las 14:30 horas con la ayuda de Carme Chaparro. Àngels Barceló y todo su equipo se mudan en bloque al informativo de las 20:30 horas, con Agustín Hernández como copresentador. En el fin de semana se sitúa como presentador a Fernando Olmeda (procedente de Telemadrid) acompañado por Ángeles Blanco, que continúa en esa edición. Máximo Huerta se hace cargo del informativo de medianoche. Rafa Fernández y Ana Rodríguez presentan el matinal. Se estrenan nuevo decorado y sintonía, acordes con el cambio de logotipo del canal.
Durante este periodo destacó la cobertura que se hizo del desastre del Prestige, que hizo merecedores a los servicios informativos del Premio Ondas y sobre todo de la Guerra de Irak, en la que perdió la vida el cámara de Telecinco, José Couso.
En septiembre de 2004, Begoña Chamorro se incorpora a la edición de las 14:30 horas junto a Hilario Pino. Carme Chaparro sustituye a Ángeles Blanco en el fin de semana. José Luis Fuentecilla se incorpora a la edición matinal con Ana Rodríguez y Máximo Huerta abandona pocos meses después los informativos de la cadena, para incorporarse a El programa de Ana Rosa. 
En septiembre de 2005 y con la marcha de Àngels Barceló, uno de los rostros más emblemáticos de la cadena y de Montserrat Domínguez, se estrenan nuevos grafismos y decorados. Juan Pedro Valentín —director de Informativos— anuncia que sustituirá personalmente a Àngels al frente de la edición de las 20:30, con dos copresentadoras Ángeles Blanco y Alejandra Herranz. Continúan Hilario Pino y Begoña Chamorro a las 14:30 horas. Agustín Hernández y Carme Chaparro se ocupan del fin de semana, Álvaro Rivas y Lucía Rodil en el informativo matinal y Ana Rodríguez en la madrugada. Vicente Vallés vuelve a La mirada crítica.
Los pobres resultados de audiencia en la edición nocturna, hacen tomar a la cadena la decisión de recortar el informativo a 25 minutos y hacerlo coincidir con el resto de ofertas informativas, trasladándolo a las 21:00 horas. Juan Pedro Valentín se ocupa en solitario de esta edición. Continúan los malos resultados por lo que en enero de 2006, es destituido y se nombra a Pedro Piqueras, director de Informativos.

### 2006-2023

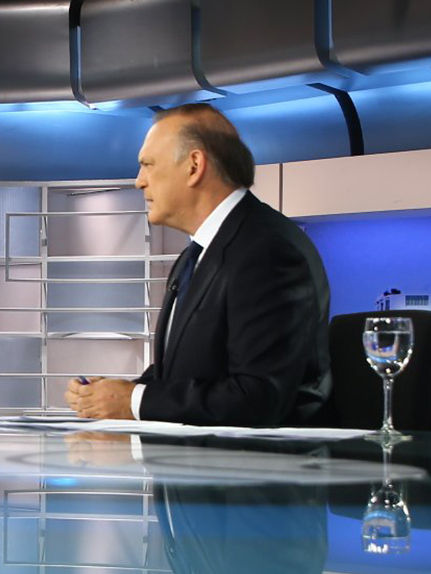
Pedro Piqueras presentó y dirigió Informativos Telecinco entre 2006 y 2023.

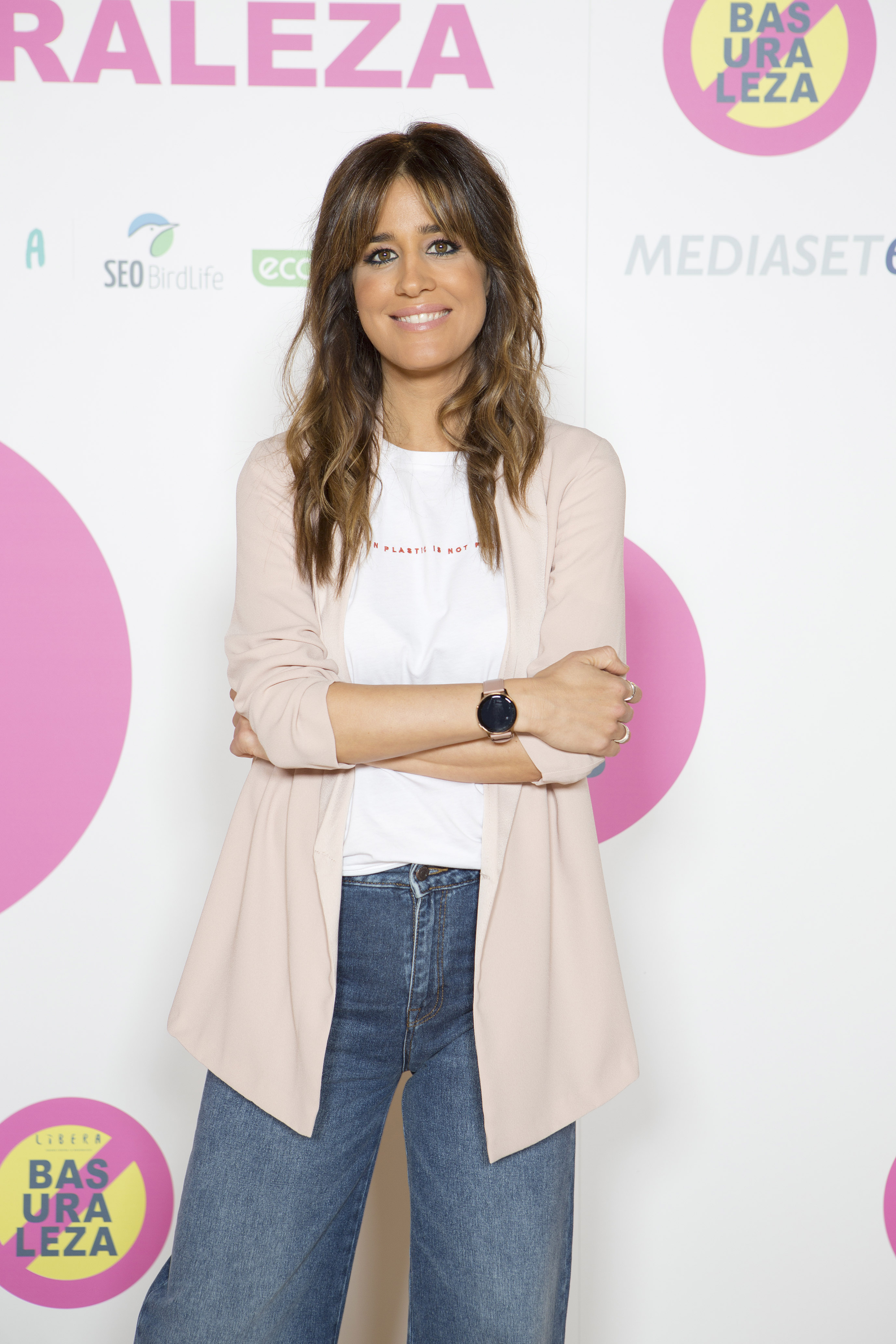
Isabel Jiménez presenta Informativos Telecinco desde 2011

Pedro Piqueras procedente de RTVE, asume la dirección de Informativos con el objetivo claro de recuperar puntos de audiencia en una cadena líder en entretenimiento pero no en información. Para ello decide incorporar nuevos presentadores, modificar la sintonía y grafismos de los espacios, e incluir contenidos más cercanos a los ciudadanos, siguiendo el modelo impuesto en los últimos años por Antena 3.
Hilario Pino continúa en solitario en la edición de mediodía. Pedro Piqueras asume la presentación del espacio del informativo de las 21:00 horas. José Ribagorda procedente de TVE vuelve a Telecinco para conducir los informativos del fin de semana junto a Carme Chaparro. Agustín Hernández se une a Lucía Rodil en el matinal.
La larguísima baja médica de Hilario Pino es cubierta por Begoña Chamorro hasta que abandona la cadena y Ángeles Blanco sustituye a ambos. En septiembre de 2006, Yolanda Benítez se une a Agustín Hernández en la edición matinal en sustitución de Rodil. Durante esta temporada los informativos de mediodía del fin de semana, se trasladan a las 15:00 reduciendo su duración. En septiembre de 2007, Ángeles Blanco asume la edición y presentación del informativo matinal junto al redactor de la delegación de Informativos Telecinco en Cataluña, Daniel Gómez. En diciembre de ese mismo año, se decide reducir el informativo de mediodía trasladándolo a las 15:00 horas —como ya había ocurrido con el de fin de semana— y se incorpora a la experimentada Marta Fernández procedente de Noticias Cuatro/CNN+ como copresentadora junto a Hilario Pino.
Dado el mal funcionamiento de la programación de mediodía/sobremesa de Telecinco, la cadena decide en otoño de 2008 devolver el informativo de mediodía a las 14:30 horas con Hilario Pino y Marta Fernández. Mantiene a las 15:00 horas la edición de fin de semana. Vicente Vallés abandona la cadena y es sustituido por María Teresa Campos en La mirada crítica. En su baja por enfermedad, será Yolanda Benítez la última presentadora del espacio.
En septiembre de 2009 se produce una nueva reorganización de presentadores: Pedro Piqueras pasa a la edición diaria a las 15:00, con Sara Carbonero —que se incorpora procedente de La Sexta— en los deportes. La edición nocturna corresponde a José Ribagorda y Marta Fernández con J. J. Santos en los deportes. Carme Chaparro se responsabiliza en solitario de los fines de semana y se crea una edición matinal emitida a las 8 de la mañana y conducida por Hilario Pino, siendo cancelada La mirada crítica.
Un año más tarde el fichaje de David Cantero procedente de TVE, provoca un nuevo movimiento de rostros: Hilario Pino por la mañana, David Cantero y Marta Fernández, junto a Sara Carbonero en deportes a las 15:00 horas y Pedro Piqueras con J. J. Santos en la edición nocturna. El fin de semana corresponde a Carme Chaparro y José Ribagorda.
Tras la fusión entre Telecinco y Cuatro desde el 10 de enero de 2011, Hilario Pino pasa a presentar la primera edición de Noticias Cuatro y Concha García Campoy le sustituye en el matinal de Informativos Telecinco. El 7 de julio de 2011, Mediaset España fichó a Isabel Jiménez para acompañar a David Cantero en la edición de tarde de los informativos. Desde agosto de 2011, Leticia Iglesias se incorpora a la edición matinal para presentar la primera hora y media del informativo y a finales de diciembre se encarga en solitario del informativo en sustitución de Concha García Campoy en su baja por enfermedad. A partir de mayo de 2013 el informativo lo presenta Roberto Fernández y en junio se incorpora Ane Ibarzábal para sustituir a Leticia Iglesias por su baja maternal. En enero de 2014 se reincorpora Leticia Iglesias al informativo matinal, pero lo abandonó definitivamente a finales de 2014, para ocuparse de otros proyectos y fue sustituida definitivamente por Ane Ibarzábal.
A principios de 2015, Ramón Fuentes fue despedido de la cadena y fue sustituido por Pablo Pinto. En julio de 2015, Sara Carbonero abandonó la presentación de los deportes en la primera edición del informativo diario para mudarse al extranjero. En ese mismo mes se publicó que Pablo Pinto (en ese momento en el bloque deportivo del matinal) pasaría a ocupar el lugar de Sara Carbonero en la sobremesa. Y el puesto libre en el matinal lo ocuparía Rebeca Haro, que debuta en esta labor.
En la temporada 2015/2016 vuelven a la cadena los avances de última hora en horario nocturno y de madrugada, motivados por ataques terroristas. La coordinadora del primer tramo del informativo matinal, María José Sáez Carrasco, es la encargada de ponerse al frente de los mismos como editora y presentadora.
En enero de 2017 se produce una reorganización de presentadores: Carme Chaparro y Ane Ibarzábal dejan los informativos y pasan a Cuatro. A Carme Chaparro la sustituye en el informativo fin de semana Ángeles Blanco y en el puesto de Ane Ibarzábal en el matinal llega Alba Lago.
Por otra parte en septiembre de 2017, José Antonio Luque se incorpora a la edición de mediodía de Deportes de Telecinco.
En septiembre de 2018, Roberto Fernández es apartado del matinal y en su lugar regresa Leticia Iglesias como presentadora del matinal junto con Alba Lago.
A finales de enero de 2019, el grupo decide prescindir de Jesús María Pascual, después de 22 años como presentador en la cadena. 
Entre el 1 de abril y el 31 de mayo de 2019, Alba Lago salta a la edición de mediodía con David Cantero, cubriendo la baja de Isabel Jiménez.
Durante la pandemia de COVID-19, los presentadores de las diferentes ediciones pasan a presentar en solitario por el plan de contingencia de Mediaset España. En mayo de 2020, los presentadores de las ediciones de mediodía, matinal y fin de semana vuelven a presentar en pareja.
Desde el 21 de diciembre de 2020 al 5 de marzo de 2021, Alba Lago sustituye en la edición de mediodía a Isabel Jiménez, con David Cantero. Inmediatamente después, Alba Lago se incorpora a la edición nocturna dirigida y presentada por Pedro Piqueras.
Desde septiembre de 2022, J. J. Santos y José Antonio Luque intercambian horario y J. J. pasa a mediodía con David Cantero e Isabel Jiménez y abandona tras 16 años la edición nocturna y Luque pasa a la noche tras seis años a mediodía, con Pedro Piqueras. Tres meses después, en diciembre, Fran Mato abandona la presentación del bloque de deportes del matinal y esta edición prescinde de la información deportiva.
El 26 de agosto de 2023, la información deportiva de Telecinco y Cuatro se unifica bajo la marca El Desmarque, de modo que las secciones de deportes de ambos canales pasan a denominarse de esa manera, acompañada cada una del nombre del canal. Así, de El Desmarque Telecinco se encarga Manu Carreño, en ambas ediciones de lunes a viernes, mientras que los fines de semana corren a cargo de Matías Prats Chacón.

### 2024-presente
Con la llegada de Francisco Moreno García al frente de la dirección de Informativos de Mediaset España, se produce el fichaje de Carlos Franganillo como sustituto de Pedro Piqueras para presentar y dirigir la edición de prime time y los Servicios Informativos de Telecinco a partir del 15 de enero de 2024. Desde ese día también se estrena nuevo plató, nueva imagen y nuevos grafismos y se produce un baile de rostros. Así, Ángeles Blanco pasa de la edición del fin de semana a la edición diaria de las 15:00 con Isabel Jiménez; David Cantero y Leticia Iglesias pasan a la edición del fin de semana junto a José Ribagorda, y Laila Jiménez pasa a ser presentadora titular en la edición matinal junto a Arancha Morales.
A principios de febrero de 2024 se producen cambios en la sección de deportes de Informativos Telecinco (El Desmarque), de modo que Lucía Taboada pasa a presentar la edición del mediodía, Matías Prats la nocturna y Luis García la de los fines de semana, tras la vuelta de Manu Carreño a Noticias Cuatro con El Desmarque Cuatro.
En abril de 2024, Carme Chaparro, hasta ese momento en la redacción, se incorpora al informativo matinal junto con Arancha Morales y Leticia Iglesias.
Con el inicio de la temporada 2024/25, cuya fecha de inicio en Informativos Telecinco es el 16 de septiembre de 2024, se producen variaciones en las diferentes ediciones, de las que salen Carme Chaparro y José Ribagorda. Bricio Segovia se incorpora al matinal junto con Laila Jiménez; Isabel Jiménez y Ángeles Blanco continúan en la sobremesa con la incorporación como prescriptora de Arancha Morales; Leticia Iglesias se incorpora como prescriptora y sustituta a la edición nocturna con Franganillo y María Casado ficha por la cadena–cuyo desembarco en la redacción se produjo el 11 de septiembre de 2024–, para presentar y editar las ediciones de fin de semana con David Cantero, produciéndose el reencuentro de Cantero y Casado 14 años después, ya que ambos presentaron durante cuatro años el Telediario Fin de semana de TVE, hasta la marcha de Cantero de la televisión pública en agosto de 2010.

## Formato
El estilo de Informativos Telecinco se basa en contar la información de la actualidad con neutralidad y rigor, siendo su línea editorial de centro político. Informativos Telecinco es un espacio de noticias y no de crónica, ya que no es usual el que se de la opinión personal de la cadena sobre las noticias. Normalmente sus noticias son más cercanas, desde un punto de vista de cualquier ciudadano, por eso en este programa de informativos se dedican:
Los primeros 2 minutos (aprox.) para dar el avance sobre una noticia que luego se tratará más adelante, después de las noticias sobre política y economía (unos 15 minutos aproximadamente).
Después se dedican unos 5 minutos para noticias con menos importancia, normalmente de carácter internacional.
Los últimos minutos del informativo se dedican a noticias con un carácter más informal: cultura en general. Finalmente, se da paso a la sección deportiva de El Desmarque, con una despedida personal de cada presentador que conduzca el informativo en ese momento.

## Equipo

### Informativos Telecinco El Matinal
- Presentadores:  Carmen Corazzini y Bricio Segovia
- El tiempo: Flora González

### Informativos Telecinco Mediodía
- Presentadoras: Ángeles Blanco e Isabel Jiménez
- Prescriptora: Arancha Morales
- El Desmarque Telecinco: Lucía Taboada
- El tiempo: Rosalía Fernández

### Informativos Telecinco Noche
- Presentador: Carlos Franganillo
- Prescriptores: Leticia Iglesias e Íñigo Yarza
- El Desmarque Telecinco: Matías Prats
- El tiempo: Eduardo Abión

### Informativos Telecinco Fin de Semana
- Presentadora: María Casado
- El Desmarque Telecinco: Luis García
- El tiempo: Rosemary Alker
- Sustituto: Carmen Corazzini

## Histórico de presentadores

### Información general
- Agustín Hernández (2001-2006)[n 1]
- Alba Lago (2017-2024)
- Alejandra Herranz (2005)
- Álvaro Rivas (2004-2006)
- Ana Rodríguez (2001-2006)
- Andrés Aberasturi (1996)
- Ane Ibarzábal (2013-2016)
- Ángeles Blanco (1993-presente)
- Àngels Barceló (1997-2005)
- Arancha Morales (2019-presente)
- Begoña Chamorro (2004-2006)
- Bricio Segovia (2024-presente)
- Carlos Carnicero (1997)
- Carlos Franganillo (2023-actualidad)[n 2]
- Carme Chaparro (1999-2016, 2023-2024)[n 1]
- Carmen Tomás (1993-1996)
- Concha García Campoy (2011)
- Daniel Gómez (2007-2016)
- David Cantero (2010-2025)
- Felipe Mellizo (1992)
- Fermín Bocos (1997-1999)
- Fernando Olmeda (2001-2006)
- Fernando Ónega (1994-1997)
- Glòria Serra (1998-2001)
- Hilario Pino (2001-2010)
- Íñigo Yarza (2017-2022)[n 1]
- Isabel Jiménez (2011-presente)
- José Luis Fuentecilla (2004-2005)
- José Ribagorda (1994-1997; 2006-2024)[n 1]
- Juan Pedro Valentín (1997-2000; 2005-2006)[n 3]
- Juan Ramón Lucas (1997-2001)
- Laila Jiménez (2009-2010; 2020-2025)
- Leticia Iglesias (2011-2014; 2017-presente)
- Lidia Camón (2020-2023)
- Lucía Rodil (2003-2006)
- Luis Mariñas (1990-1997)
- María Casado Paredes (2024-presente)
- María José Sáez Carrasco (1995-1996; 2015-2016)[n 1]
- María José Sanz (1993-1996)
- Carmen Corazzini (2025-presente)
- Marieta Frías (1998-2003)
- Marta Fernández (2007-2010)
- Marta Novoa (1993-1994)
- Máximo Huerta (2002-2004)
- Miguel Ángel Aguilar (1992-1993)
- Montserrat Domínguez (1998-2004)
- Paloma Ferre (2000)
- Pedro Piqueras (2006-2023)[n 4]
- Rafael Fernández (1998-2006)
- Roberto Fernández (2011-2018)[n 1]
- Sol Villanueva (1997-2006)
- Vicente Vallés (1998-2008)
- Yolanda Benítez (2007-2010)[n 1]

### Información deportiva
- Antonio Lobato (1997-2008)[n 5]
- Fran Mato (2020-2022)[n 1]
- J. J. Santos (1994-1997; 2006-2023)[n 6]
- Jesús María Pascual (1997-2019)
- José Antonio Luque (1997-1999; 2017-2023)[n 7]
- Juan Antonio Villanueva (2001-2007)
- Lidia Camón (2013-2015)
- Lucía Taboada (2024-presente)
- Luis García (2024-presente)
- Manu Carreño (2023-2024)
- Marco Rocha (2009-2013)
- María Victoria Albertos (2018-2020)
- Marisa Sánchez Vicario (1997-2001)
- Matías Prats Chacón (2015-presente)
- Ramón Fuentes (1999-2015)
- Raúl Gamonal (2004-2006)[n 1]
- Rebeca Haro (2015-2018)
- Sara Carbonero (2009-2015)

### El tiempo
- Ainhoa Fernández (2003-2010)
- Alba Lago (2014-2016)
- Carlos Cabrera (2008-2011)
- Carmen Corazzini (2017-2025)
- Eva Berlanga (1997-2006)
- Flora González (2015-2017; 2019-presente)
- José Miguel Gallardo (2008)
- Laura Madrueño (2014-2015; 2017-2024)
- Lluís Obiols (2001-2010)
- Mario Picazo (1994-2004; 2005-2014; 2024-presente)[n 8]
- Myriam Galardi (1997-2009)
- Núria Seró (2024-presente)
- Rosalía Fernández (1997-presente)[n 9]
- Rosemary Alker (2011-presente)

## Corresponsales
Cortes Generales
- Sonsoles Ónega (2008-2018)
- Virginia Mayoral (2018-presente)

Presidencia del Gobierno
- Sonia Sánchez (2004-2011)
- Teresa Fernández Cuesta (2011-presente)

Tribunales
- Julio Muley (1997-presente)

Nueva York
- Pilar García de la Granja (2012-2019)
- Mamen Sala (2019-presente)

Washington D. C.
- Dori Toribio (2014-presente)

Bruselas
- Laia Forés (2009-2019) (colaboradora)
- Ana Nuñez-Milara (2010-2020)
- Mirenchu Arroqui (2020-2021)
- Lluís Tovar (2021-presente)

Reino Unido
- Ainhoa Paredes (2006-2014)
- Daniel Postico (2014-presente)

Italia
- Darío Menor (2008-2014)
- Ismael Monzón (2014-presente)

Francia
- Paula Rosas (2015-2020)
- Carlos Herranz (¿?-¿?)
- Sara Canals (2020-presente)

Alemania
- Belén Palancar (2015-2019)
- Maite Bueno (2019-presente)

Israel
- Enrique Cymmerman (2014-presente)

China
- Esperanza Calvo (2011-2014)
- José María Rodero (2019-presente)

Brasil
- Paula Muriel (2015-2020)

Egipto
- Rocío López (2013-presente)

Rusia
- Ricardo Marquina (2014-2017)
- Xavier Colás (2017-presente)

Turquía
- Javier Pérez de la Cruz (2016-2018)
- Andrés Mourenza (2018-presente)

Cuba
- Milagros López de Guereño (colaboradora)

Colombia
- Aitor Sáez (2015-2018) (colaborador)
- Héctor Estepa (colaborador)

## Directores de Informativos Telecinco
| Nombre                       | Inicio                   | Fin                      |
| ---------------------------- | ------------------------ | ------------------------ |
| Luis Mariñas Lage            | 13 de marzo de 1990      | 23 de septiembre de 1996 |
| Luis Fernández Fernández     | 24 de septiembre de 1996 | 19 de septiembre de 2000 |
| Juan Pedro Valentín Padín    | 20 de septiembre de 2000 | 24 de enero de 2006      |
| Pedro María Piqueras Gómez   | 25 de enero de 2006      | 21 de diciembre de 2023  |
| Carlos Franganillo Hernández | 22 de diciembre de 2023  | Presente                 |

## Premios y nominaciones

### Antena de Oro
| Año  | Resultado          | !Resultado |
| ---- | ------------------ | ---------- |
| 1994 | Fernando Ónega     | Ganador    |
| 1999 | Àngels Barceló     | Ganadora   |
| 2016 | Pedro Piqueras     | Ganador    |
| 2018 | David Cantero      | Ganador    |
| 2018 | Isabel Jiménez     | Ganadora   |
| 2024 | Carlos Franganillo | Ganador    |

### Premios Ondas
| Año  | Categoría | Para                   | Resultado |
| ---- | --- | ---------------------- | --------- |
| 1999 | Mejor Programa Especializado                                                                                                | Informativos Telecinco | Ganador   |
| 2003 | Mejor Programa que Destaque por su Servicio a la Sociedad, por la cobertura informativa del desastre ecológico del Prestige | Informativos Telecinco | Ganador   |
| 2013 | Mejor Presentador | Pedro Piqueras         | Ganador   |

### Premios Iris
| Año  | Categoría                                     | Para                       | Resultado |
| ---- | --------------------------------------------- | -------------------------- | --------- |
| 2002 | Mejor Comunicador de Programas Informativos   | Hilario Pino               | Nominado  |
| 2003 | Mejor Comunicadora de Programas Informativos  | Àngels Barceló             | Ganadora  |
| 2003 | Mejor Comunicador de Programas Informativos   | Hilario Pino               | Ganador   |
| 2004 | Mejor Comunicadora de Programas Informativos  | Àngels Barceló             | Nominada  |
| 2004 | Mejor Comunicador de Programas Informativos   | Hilario Pino               | Nominado  |
| 2005 | Mejor Comunicadora de Programas Informativos  | Àngels Barceló             | Nominada  |
| 2012 | Mejor Programa Informativo                    | Mejor Programa Informativo | Nominado  |
| 2012 | Mejor Presentador/a de Programas Informativos | Pedro Piqueras             | Nominado  |

### TP de Oro
| Año  | Categoría                           | Para                     | Resultado |
| ---- | ----------------------------------- | ------------------------ | --------- |
| 1999 | Mejor Presentadora                  | Àngels Barceló           | Nominada  |
| 2000 | Mejor Informativo Diario            | Mejor Informativo Diario | Ganador   |
| 2002 | Mejor Informativo Diario            | Mejor Informativo Diario | Ganador   |
| 2003 | Mejor Informativo Diario            | Mejor Informativo Diario | Ganador   |
| 2003 | Mejor Presentador/a de Informativos | Àngels Barceló           | Nominada  |
| 2004 | Mejor Informativo Diario            | Mejor Informativo Diario | Nominado  |
| 2004 | Mejor Presentador/a de Informativos | Àngels Barceló           | Nominada  |
| 2005 | Mejor Informativo Diario            | Mejor Informativo Diario | Nominado  |
| 2006 | Mejor Informativo Diario            | Mejor Informativo Diario | Nominado  |
| 2007 | Mejor Informativo Diario            | Mejor Informativo Diario | Nominado  |
| 2009 | Mejor Informativo Diario            | Mejor Informativo Diario | Nominado  |
| 2009 | Mejor Presentador/a de Informativos | Pedro Piqueras           | Nominado  |
| 2010 | Mejor Informativo Diario            | Mejor Informativo Diario | Nominado  |
| 2010 | Mejor Presentador/a de Informativos | Sara Carbonero           | Nominada  |